# Coleostephus
 Coleostephus   Cass., 1826 è un genere di piante angiosperme dicotiledoni della famiglia delle Asteraceae, sottofamiglia Asteroideae, tribù Anthemideae (Mediterranean clade) e sottotribù Leucantheminae.

## Etimologia
Il nome del genere deriva da due parole greche: "koleos" (= guaina) e "stephánē" (= corona).
Il nome scientifico del genere è stato definito dal botanico Alexandre Henri Gabriel de Cassini (1781-1832) nella pubblicazione " Dictionnaire des Sciences Naturelles, dans lequel on traite méthodiquement des différens êtres de la nature, considérés soit en eux-mêmes, d'aprés l'état actuel de nos connoissances, soit relativement à l'utilité quén peuvent retirer la médecine, l'agriculture, le commerce et les arts. Strasbourg. Edition 2" ( Dict. Sci. Nat., ed. 2. [F. Cuvier] 41: 43) del 1826.

## Descrizione

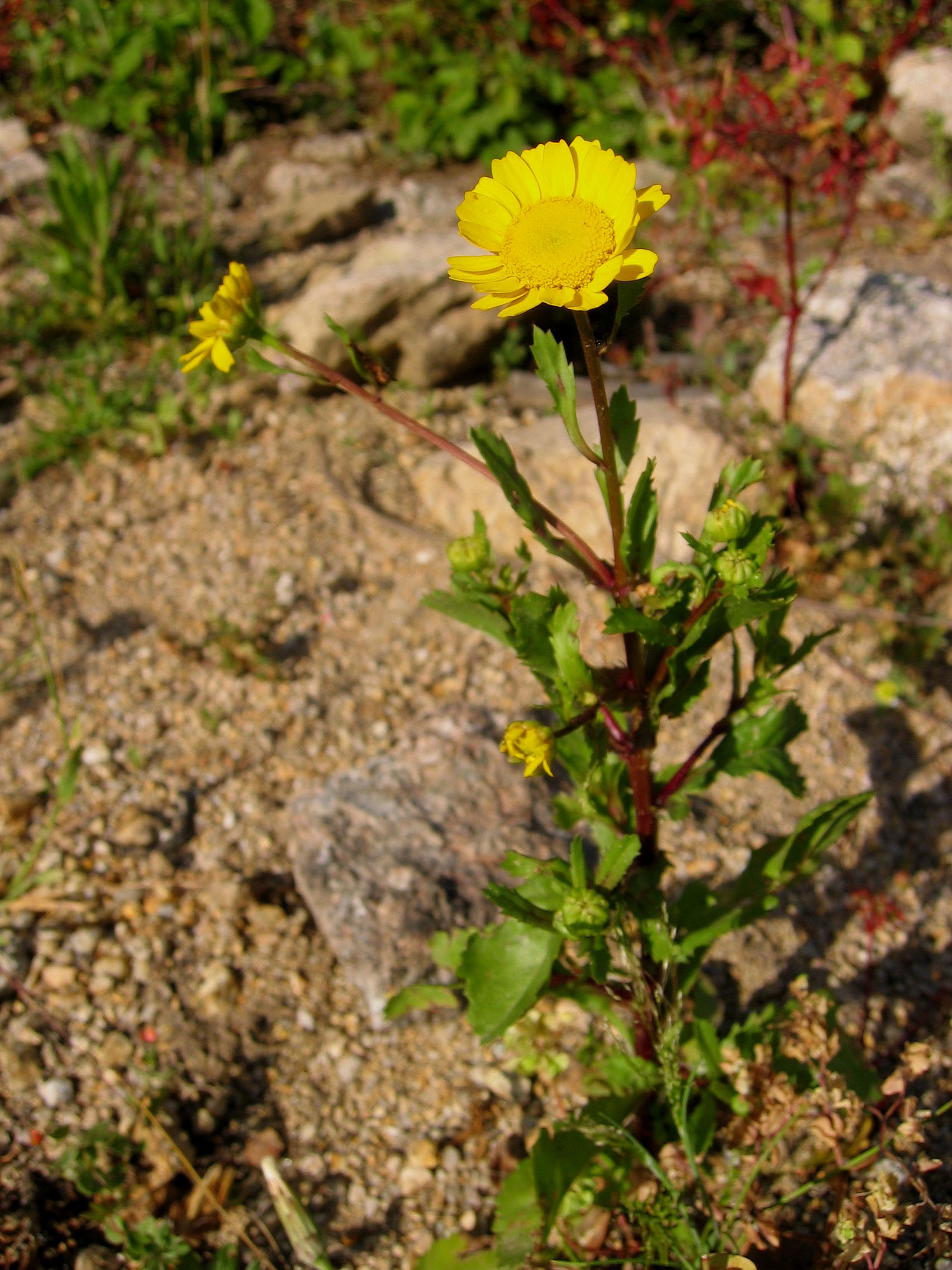
Il portamento
Coleostephus myconis

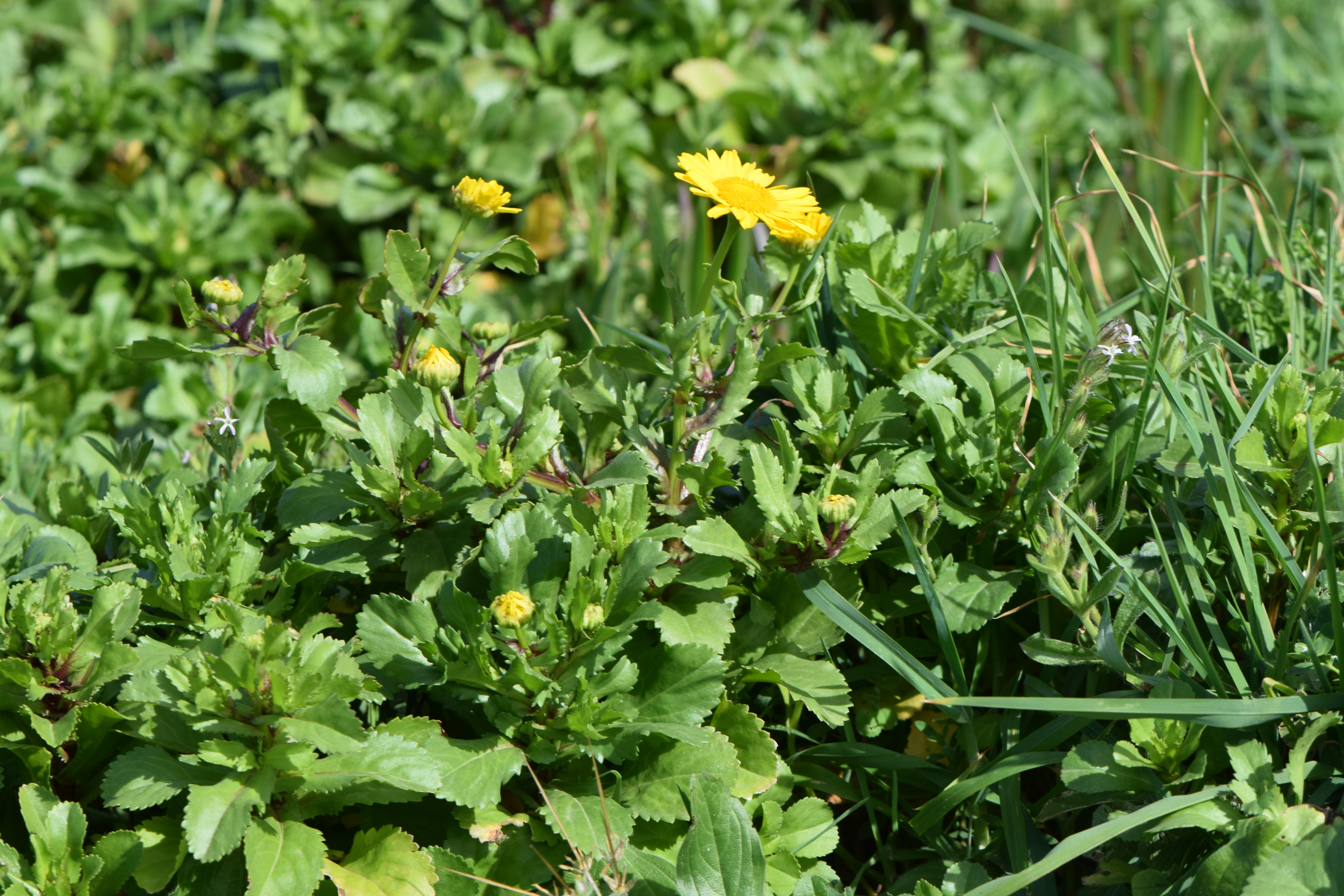
Le foglie
Coleostephus myconis

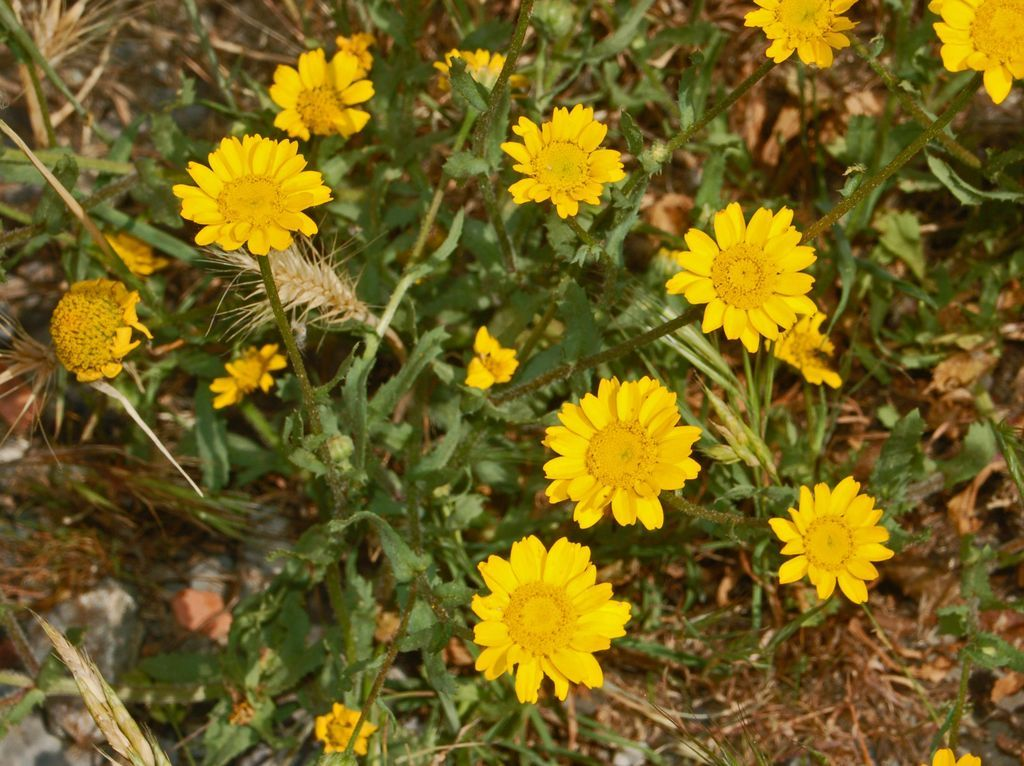
Infiorescenza
Coleostephus myconis

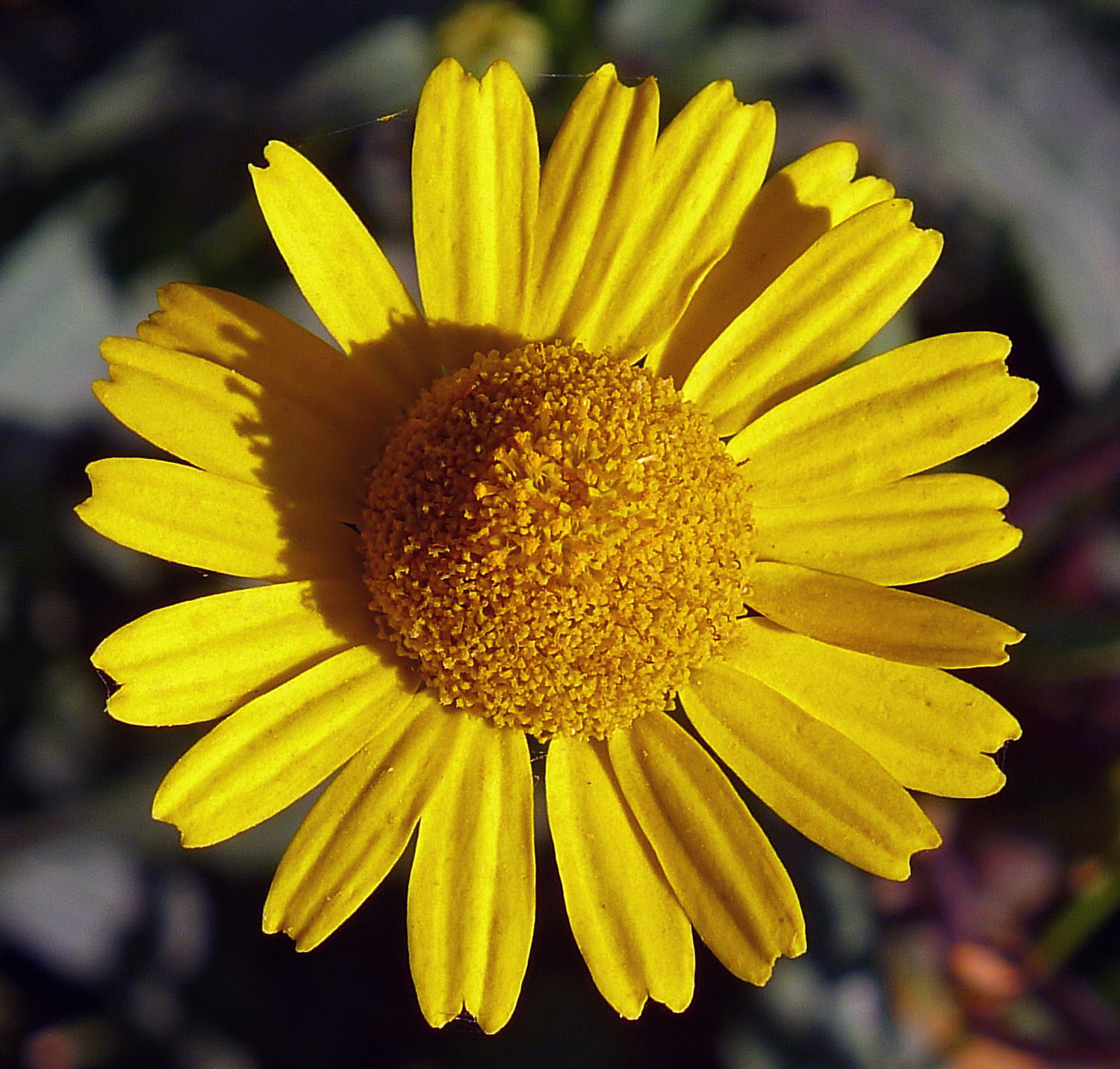
I fiori
Coleostephus myconis

Portamento. Le specie di questo genere sono erbe annuali. L'indumento è assente o formato da peli basifissi.
Fusto. La parte aerea in genere è eretta, semplice o ramosa. 
Foglie. Le foglie sono disposte in modo alterno. I bordi sono seghettato-dentati.
Infiorescenza. Le sinflorescenze sono formate da capolini solitari o in lassi corimbi. Le infiorescenze vere e proprie sono composte da un capolino terminale peduncolato di tipo radiato. I capolini sono formati da un involucro, con forme da emisferiche a meniscoidi, composto da diverse brattee, al cui interno un ricettacolo fa da base ai fiori di due tipi: fiori del raggio e fiori del disco. Le brattee, a consistenza erbacea e con margini scariosi colorati di bianco o bruno pallido, sono disposte in modo più o meno embricato su 4 serie. Il ricettacolo, da convesso a conico, è privo di pagliette.
Fiori.  I fiori sono tetra-ciclici (formati cioè da 4 verticilli: calice – corolla – androceo – gineceo) e pentameri (calice e corolla formati da 5 elementi). Si distinguono in:
- fiori del raggio (esterni): sono femminili, fertili e sono disposti su una serie; la forma è ligulata (zigomorfa); a volte possono mancare o essere sterili;
- fiori del disco (centrali): sono più numerosi con forme brevemente tubulose (attinomorfe); sono ermafroditi e fertili.

- Formula fiorale:

*/x K {\displaystyle \infty }, [C (5), A (5)], G 2 (infero), achenio
- Calice: i sepali del calice sono ridotti ad una coroncina di squame.

- Corolla: 
  - fiori del raggio: la forma della corolla alla base è più o meno tubulosa-imbutiforme, mentre all'apice è ligulata; la ligula può terminare con alcuni denti; il colore in genere è bianco o a volte giallo;
  - fiori del disco: la forma è tubulare bruscamente divaricata in 4-5 lobi; i lobi, patenti o eretti, hanno una forma deltata o più o meno lanceolata; i colori sono gialli.

- Androceo: l'androceo è formato da 5 stami (alternati ai lobi della corolla) sorretti da filamenti generalmente liberi a forma di balaustra; gli stami sono connati e formano un manicotto circondante lo stilo. Le antere possono essere sia di tipo basifissa che medifissa. Il tessuto endoteciale (rivestimento interno dell'antera) non è polarizzato. Il polline è sferico con un diametro medio di circa 25 micron;  è tricolporato (con tre aperture sia di tipo a fessura che tipo isodiametrica o poro) ed è echinato (con punte sporgenti).

- Gineceo: l'ovario è infero uniloculare formato da 2 carpelli. Lo stilo (il recettore del polline) è profondamente bifido (con due stigmi divergenti) e con le linee stigmatiche marginali separate o contigue. I due bracci dello stilo hanno una forma troncata e possono essere papillosi o ricoperti da ciuffi di peli.

Frutti. I frutti sono degli acheni con sezione trasversale circolare, leggermente incurvati, con 10 nervature longitudinali, con apice ricoperto da auricole scariose e con una base callosa bianca. Nei solchi tra le coste sono presenti dei canali di resina e vari fasci vascolari mucillaginiferi.

## Biologia
Impollinazione: l'impollinazione avviene tramite insetti (impollinazione entomogama tramite farfalle diurne e notturne).

Riproduzione: la fecondazione avviene fondamentalmente tramite l'impollinazione dei fiori (vedi sopra).

Dispersione: i semi (gli acheni) cadendo a terra sono successivamente dispersi soprattutto da insetti tipo formiche (disseminazione mirmecoria). In questo tipo di piante avviene anche un altro tipo di dispersione: zoocoria. Infatti gli uncini delle brattee dell'involucro (se presenti) si agganciano ai peli degli animali di passaggio disperdendo così anche su lunghe distanze i semi della pianta. Inoltre per merito del pappo (se presente) il vento può trasportare i semi anche a distanza di alcuni chilometri (disseminazione anemocora).

## Distribuzione e habitat
Le specie di questo genere sono distribuite nell'areale del Mediterraneo.
Specie della zona alpina
Delle 2 specie spontanee della flora italiana solo una vive sull'arco alpino. La tabella seguente mette in evidenza alcuni dati relativi all'habitat, al substrato e alla distribuzione delle specie alpine.
- Specie: Coleostephus myconis.

Comunità vegetali: comunità terofitiche pioniere nitrofile.
Piani vegetazionali: collinare.
Substrato: siliceo.
pH: acido.
Livello trofico: medio.
H2O: arido.
Ambiente: campi, colture e incolti, ambienti ruderali e scarpate.
Zona alpina: Vercelli

## Sistematica
La famiglia di appartenenza di questa voce (Asteraceae o Compositae, nomen conservandum) probabilmente originaria del Sud America, è la più numerosa del mondo vegetale, comprende oltre 23.000 specie distribuite su 1.535 generi, oppure 22.750 specie e 1.530 generi secondo altre fonti (una delle checklist più aggiornata elenca fino a 1.679 generi). La famiglia attualmente (2021) è divisa in 16 sottofamiglie; la sottofamiglia Asteroideae è una di queste e rappresenta l'evoluzione più recente di tutta la famiglia.

### Filogenesi
Il gruppo di questa voce è descritto nella tribù Anthemideae, una delle 21 tribù della sottofamiglia Asteroideae). In base alle ultime ricerche nella tribù sono stati individuati (provvisoriamente) 4 principali lignaggi (o cladi): "Southern hemisphere grade", "Asian-southern African grade", "Eurasian grade" e "Mediterranean clade". Il genere  Coleostephus  (insieme alla sottotribù Leucantheminae ) è incluso nel Mediterranean clade..
I caratteri distintivi del genere sono:
- gli acheni all'apice sono provvisti di corte auricole;
- alla base gli acheni hanno un callo biancastro.

Il numero cromosomico delle specie di questo genere è: 2n = 18.
In base all'"orologio molecolare", questo genere ha iniziato a divergere circa 3,8 milioni di anni fa.

### Elenco delle specie
Questo genere ha 3 specie:
- Coleostephus multicaulisc  (Desf.) Durieu
- Coleostephus myconis  (L.) Rchb.f.
- Coleostephus paludosus  (Durieu) Alavi

### Sinonimi
Sono elencati alcuni sinonimi per questa entità:
- Kremeria Durieu
- Myconella  Sprague
- Myconia  Sch.Bip.

### Specie della flora spontanea italiana
Nella flora spontanea italiana sono presenti le seguenti specie:
- le foglie sono regolarmente crenulate-denticolate o seghettate; i denti dei fiori tubolosi sono acuti;

Coleostephus myconis  (L.) Rchb.f. - Margherita gialla: l'altezza massima della pianta è di 2 - 5 dm; il ciclo biologico è annuo; la forma biologica è terofita scaposa (T scap); il tipo corologico è Steno-Mediterraneo; l'habitat tipico sono i coltivi, gli incolti e le radure; in Italia è una specie comune ma con distribuzione discontinua e si trova fino ad una quota di 800 m s.l.m..
- i margini delle foglie sono dentati in modo irregolare; i denti dei fiori tubolosi sono troncati;

Coleostephus paludosus  (Durieu) Alavi - Margherita palustre: l'altezza massima della pianta è di 2 - 5 dm; il ciclo biologico è annuo; la forma biologica è terofita scaposa (T scap); il tipo corologico è Ovest Steno-Mediterraneo; l'habitat tipico sono i campi e aree marginali; in Italia è una specie comune e si trova al Sud fino ad una quota di 600 m s.l.m..